# Црква Светог Николе у Новом Бечеју
Црква Светог Николе у Новом Бечеју је према подацима из Првог схематизма Темишварске епархије за 1897. годину изграђена од 1792. до 1796. године. Представља споменик културе у категорији непокретних културних добара од великог значаја.
Црква је посвећена Светом Николи, подигнута је као једнобродна грађевина која се завршава петостраном олтарском апсидом и са типичним вишеспратним барокним звоником, са лименим „јастуком“, лантерном и крстом. 
Иконостас са обиљем резбареног биљног украса, носи четрдесетак представа стојећих фигура светитеља и црквених празника за које се сматра да их је 1814. године насликао Стефан Гавриловић. Један од првих представника српског романтизма Павле Симић осликао је 1858. године зидне слике на сводовима олтара и наоса. У цркви се чува низ вредних богослужбених предмета, а посебну пажњу заслужује икона Богородице с Христом.
Конзерваторски радови на споменику вршени су у више наврата у периоду од 1969. до 1978. године. Последњи радови, који су се изводили у периоду од 2009. до 2012. године, обухватали су обнову крова, звоника и фасаде храма. У том периоду је израђена нова ограда порте и приступне стазе од бехатона. 

## Галерија
- Иконостас
- Ентеријер
- Сводови брода
- Западна страна цркве
- Поглед на цркву са југоистока